# Việt Tiến, Thạch Hà
Việt Tiến là một xã thuộc huyện Thạch Hà, tỉnh Hà Tĩnh, Việt Nam.

## Địa lý
Xã Việt Tiến nằm ở phía tây bắc huyện Thạch Hà, có vị trí địa lý:
- Phía đông giáp thị trấn Thạch Hà và các xã Thạch Long, Thạch Sơn
- Phía tây giáp xã Thạch Ngọc và huyện Can Lộc
- Phía nam giáp xã Lưu Vĩnh Sơn
- Phía bắc giáp xã Thạch Kênh và xã Thạch Liên.

Xã Việt Tiến có diện tích 20,01 km², dân số năm 2018 là 9.226 người, mật độ dân số đạt 461 người/km².

## Lịch sử
Địa bàn xã Việt Tiến hiện nay trước đây vốn là ba xã: Phù Việt, Việt Xuyên và Thạch Tiến.
Trước khi sáp nhập, xã Thạch Tiến có diện tích 7,26 km², dân số là 2.065 người, mật độ dân số đạt 284 người/km². Xã Phù Việt có diện tích 6,68 km², dân số là 3.767 người, mật độ dân số đạt 564 người/km², có 5 thôn: Ba Giang, Hòa Bình, Bùi Xá, Trung Tiến, Thống Nhất. Xã Việt Xuyên có diện tích 6,07 km², dân số là 3.394 người, mật độ dân số đạt 559 người/km², có 5 thôn: Tân Long, Hưng Giang, Tùng Lang, Việt Yên, Trung Trinh.
Ngày 21 tháng 11 năm 2019, Ủy ban Thường vụ Quốc hội ban hành Nghị quyết số 819/NQ-UBTVQH14 về việc sắp xếp các đơn vị hành chính cấp xã thuộc tỉnh Hà Tĩnh (nghị quyết có hiệu lực từ ngày 1 tháng 1 năm 2020). Theo đó, sáp nhập toàn bộ diện tích và dân số của ba xã Phù Việt, Việt Xuyên và Thạch Tiến thành xã Việt Tiến.
Ngày 16 tháng 12 năm 2021, HĐND tỉnh Hà Tĩnh ban hành Nghị quyết số 58/NQ-HĐND về việc thành lập thôn Phúc Lộc trên cơ sở Thôn Phúc và thôn Lộc Thọ.

## Giao thông
Quốc lộ 1 và Quốc lộ 15B đi qua địa bàn xã, tỉnh lộ 2 giao với Quốc lộ 1 tại Ngã ba Giang.

## Danh nhân
- Lý Tự Trọng.